# (500554) 2012 UE43
(500554) 2012 UE43 es un asteroide perteneciente al cinturón de asteroides, descubierto el 15 de abril de 2005 por el equipo del Spacewatch desde el Observatorio Nacional de Kitt Peak, Arizona, Estados Unidos.

## Designación y nombre
Designado provisionalmente como 2012 UE43.

## Características orbitales
2012 UE43 está situado a una distancia media del Sol de 3,086 ua, pudiendo alejarse hasta 3,537 ua y acercarse hasta 2,634 ua. Su excentricidad es 0,146 y la inclinación orbital 17,20 grados. Emplea 1980,29 días en completar una órbita alrededor del Sol.

## Características físicas
La magnitud absoluta de 2012 UE43 es 16. Tiene 4,901 km de diámetro y su albedo se estima en 0,051. 